# توماس سبرينجرز
توماس سبرينجرز (بالفرنسية: Thomas Sprengers)‏ (و. 1990  م) هو دراج بلجيكي، ولد في لويفن.

## التصنيف
| السنة     | 2012 | 2013 | 2014 | 2015 | 2016 | 2017 | 2018 | 2019 | 2020 | 2021 |
| --------- | ---- | ---- | ---- | ---- | ---- | ---- | ---- | ---- | ---- | ---- |
| عالمي     |      |      |      |      | 798  | 465  | 384  | 587  | 401  | 1093 |
| أوروبا    | 970  | 899  | 290  | 167  | 510  | 313  | 255  | 444  | 327  | 812  |
|           |      |      |      |      |      |      |      |      |      |      |
| مصدر: UCI |      |      |      |      |      |      |      |      |      |      |

## سجل الفوز

### سباقات أو مراحل فاز بها
| التاريخ        | السباق                          | المركز                                             |
| -------------- | ------------------------------- | -------------------------------------------------- |
| 04 أكتوبر 2015 | طواف فونديه 2015                | المركز الثالث                                      |
| 25 سبتمبر 2016 | 2016 Gran Premio Bruno Beghelli | المرتبة 17 في التصنيف العام                        |
| 31 يوليو 2017  | سيركويتو دي جيتكسو 2017         | الخامس في التصنيف العام                            |
| 04 فبراير 2018 | فولتا فالنسيا 2018              | الفائز حسب ترتيب السرعة، الفائز حسب تصنيف المجموعة |
| 11 أبريل 2018  | برابانتس بييل 2018              | التاسع في التصنيف العام                            |
| 27 مايو 2018   | طواف بلجيكا 2018                | الفائز في تصنيف القتال                             |
| 03 يونيو 2018  | طواف لوكسمبورغ 2018             | الثامن في التصنيف العام                            |
| 01 أغسطس 2018  | طواف فالوني 2018                | الخامس في تصنيف الجبال                             |
| 16 فبراير 2019 | فولتا مورسيا 2019               | المرتبة 14 في التصنيف العام                        |
| 16 يونيو 2019  | طواف بلجيكا 2019                | الفائز في تصنيف القتال                             |
| 31 يناير 2020  | تروفيو سيرا دي ترامونتانا 2020  | السابع في التصنيف العام                            |